# Habronattus festus
Habronattus festus är en spindelart som först beskrevs av George William Peckham och Elizabeth Maria Gifford Peckham 1901.  Habronattus festus ingår i släktet Habronattus och familjen hoppspindlar. Inga underarter finns listade i Catalogue of Life.